# Provincia di Davao del Norte
Davao del Norte è una provincia filippina situata nella regione di Davao, sull'isola di Mindanao. Il suo capoluogo è Tagum.

## Geografia fisica
La provincia di Davao del Norte è posta nel settore sud-orientale dell'isola di Mindanao, nella regione di Davao. Di questa rappresenta la parte più nord-occidentale confinando con l'Agusan del Sur a nord, Bukidnon ad ovest, la città di Davao (Davao del Sur) a sud-ovest, il golfo di Davao a sud e la Provincia di Compostela Valley ad est. L'unica parte insulare è rappresentata dall'isola di Samal e da quella più piccola di Talikud.

## Geografia antropica

### Suddivisioni amministrative
La provincia di Davao del Norte comprende 3 città componenti e 8 municipalità.

#### Città
- Panabo
- Samal
- Tagum

#### Municipalità
- Asuncion
- Braulio E. Dujali
- Carmen
- Kapalong
- New Corella
- San Isidro
- Santo Tomas
- Talaingod

## Economia
Questa provincia ha un'economia basata essenzialmente sull'agricoltura (riso, mais, noci di cocco e soprattutto banane).
Importante anche il settore della pesca e quello delle attività estrattive (oro). Un'altra voce importante per l'economia della provincia è rappresentata dal turismo, fiorente specialmente nell'isola di Samal.